# Seongnae-dong, Samcheok
Seongnae-dong (koreanska: 성내동) är en stadsdel i staden Samcheok i  provinsen Gangwon i den nordöstra delen av Sydkorea,  190 km öster om huvudstaden Seoul.